# Système d'alerte de tsunami

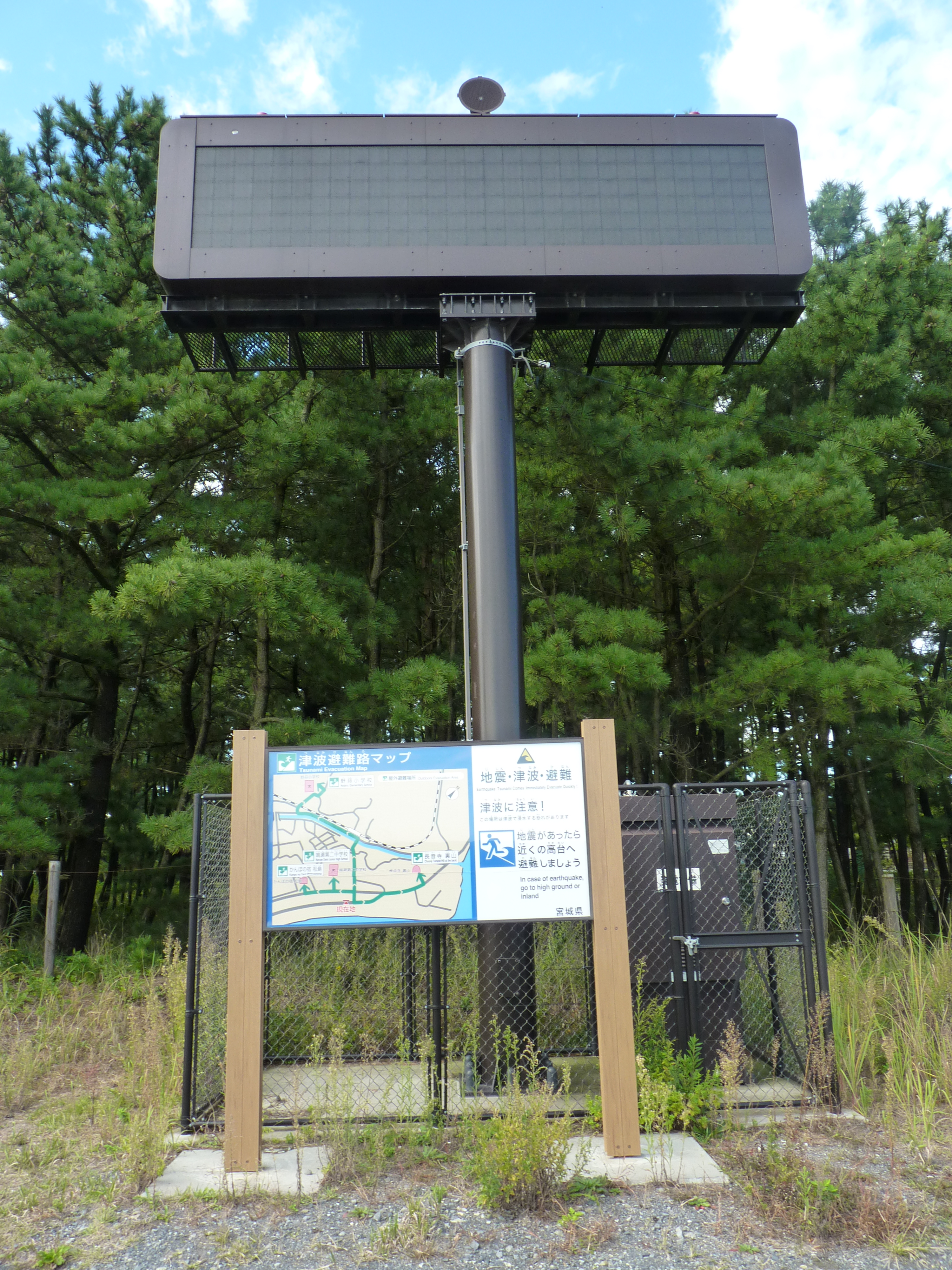
Mât portant un dispositif avertisseur de tsunami, avec un panneau expliquant les itinéraires d'évacuation, sur la côte d'Okumatsushima, préfecture de Miyagi, Japon (frappée de plein fouet par le séisme de 2011)

Un système d'alerte de tsunami permet de détecter un tsunami quand la vague est encore loin des rivages et d'avertir les populations concernées assez tôt pour sauver des vies (il faut préciser qu'en pleine mer, la vague d'un tsunami ne fait pas de dégâts et se remarque à peine, mais ce n'est qu'à l'approche des côtes, la profondeur diminuant que le tsunami comme toute vague prend de la hauteur).
Un tel système est composé de capteurs sismiques et de marégraphes et d'un système de communication permettant au plus vite la réception des informations, leurs analyses, la prise de décisions, et l'envoi de messages d'alertes aux régions concernées ; la réactivité de ce système doit être quasi immédiate, au vu de la vitesse de la vague (entre 500 et 1 000 km/h).
On dénombre des systèmes internationaux (échelle mondiale ou continentale) et régionaux (interfaces étatiques sur un même espace géographique).